# Brasinca
A Brasinca Ferramentas, Carrocerias e Veículos S/A é uma empresa brasileira que atualmente fabrica carrocerias para caminhões e veículos especiais. Foi fundada em setembro de 1949 na cidade de São Caetano do Sul (SP) pela Gil & Schueler, uma das maiores revendas Ford do interior do Estado de São Paulo. A então chamada Inca – Indústria Nacional de Carrocerias de Aço S/A, foi a primeira do país criada com o objetivo específico de fabricar carrocerias metálicas de ônibus.
O nome da empresa foi alterado para BRASINCA, para não confundir com a Incar, uma empresa fabricante de carrocerias que já existia na época.
A Brasinca fabricou, por exemplo, a carroceria de fibra de vidro para a caçamba da pick-up Saveiro e as primeiras cabines do caminhão FNM em 1951.
A maior contribuição da Brasinca para a indústria automobilística brasileira, foi o desenvolvimento do cupê esportivo 4200 GT. Projetado pelo espanhol radicado no Brasil Rigoberto Soler Gisbert e pelo mago da mecânica Ângelo Mário Gonçalves, o automóvel contava com carroceria em aço moldada à mão, motor dos caminhões Chevrolet da época, com 6 cilindros em linha e 4.271cc. Para alimentar o motor foram utilizados 3 carburadores ingleses modelo SU. 
O jornalista Tiago Songa, um dos maiores estudiosos do modelo, arrecadou dados e fotografias de 41 unidades das prováveis 73 fabricadas entre os anos de 1964 e 1966. Os modelos se distribuiam em Berlinetas, duas unidades versão conversível e uma SW, também chamada de Gavião que prestou serviços à Polícia Rodoviária na base da Rodovia Anchieta.
O alto custo da produção do Uirapurú fez com que a Brasinca desistisse da fabricação do mesmo, passando a produção para a equipe de engenheiros que trabalhava no veículo. Assim nasceu a Sociedade Técnica de Veículos Ltda (STV), que ficou por conta de acabar de montar as carrocerias já fabricadas pela Brasinca.

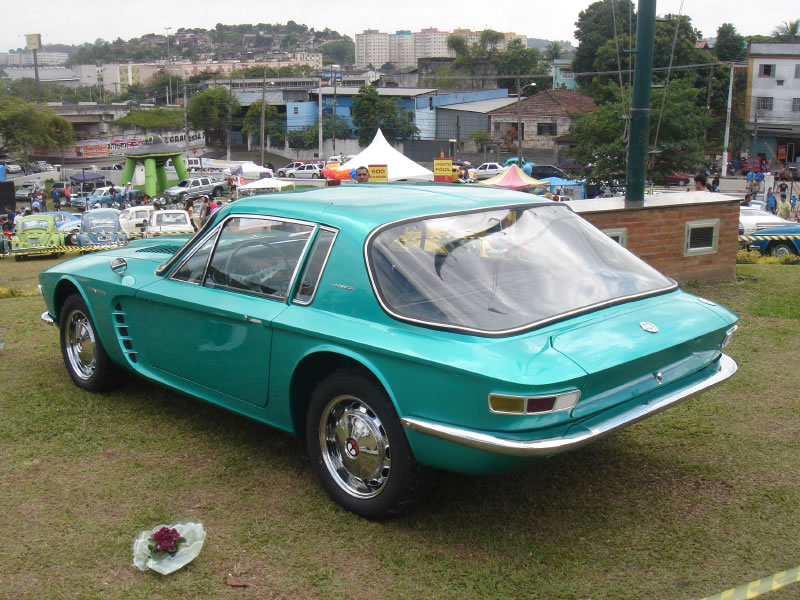
1964-1966 Brasinca Uirapuru

Em 1996, a Usiminas assume metade da unidade fabril de Pouso Alegre, mudando seu nome para Brasinca-Minas e comunicando automaticamente o fechamento das unidades fabris de São Paulo. Em 1997, a Brasinca entra em concordata. Em 1999, a Usiminas assume o controle total da empresa, mudando seu nome para Usiparts (atualmente Automotiva Usiminas).
Em fevereiro de 2020 a empresa Brasinca Importação de peças situada na cidade de Maringá PR adquiriu o registro do logotipo da marca conhecida como "B Cortado" agora detentora do logotipo ela poderá importar suas peças com essa marca.